# 莫斯科国际车展

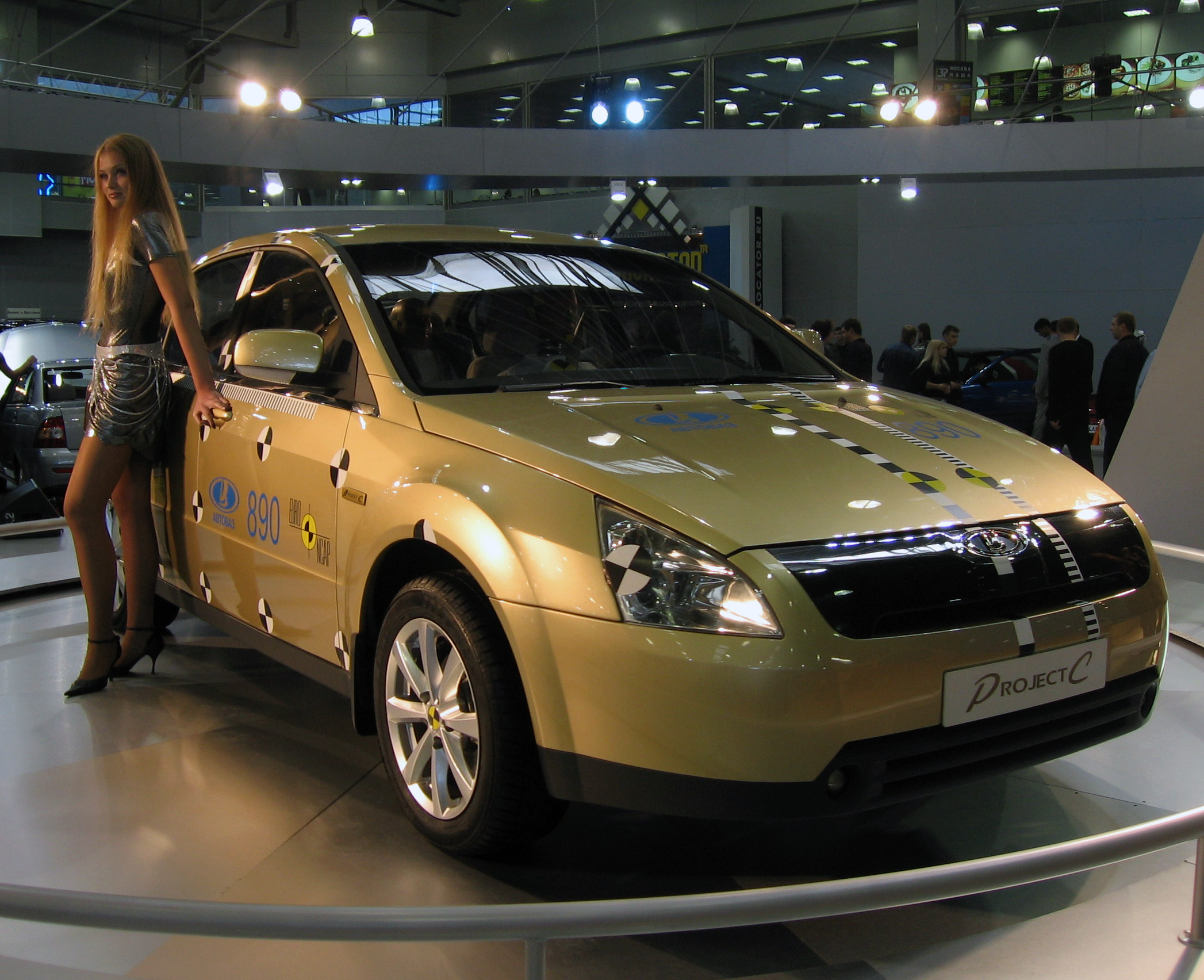
2006年莫斯科国际车展。

莫斯科国际车展（英語：Moscow International Motor Show）是俄罗斯首都莫斯科举行的一年一度的汽车展览，还包括汽车零部件和组件展览。它是世界汽车工业国际协会的成员之一。

## 沿革
第一届车展在1992年举行，场地是莫斯科红宝石展览中心。
2012年8月29日到9月9日，第十六届汽车展览在莫斯科克罗库斯展览中心举行，100多家汽车公司参加。